# Incendi de la Ribera d'Ebre de 2019

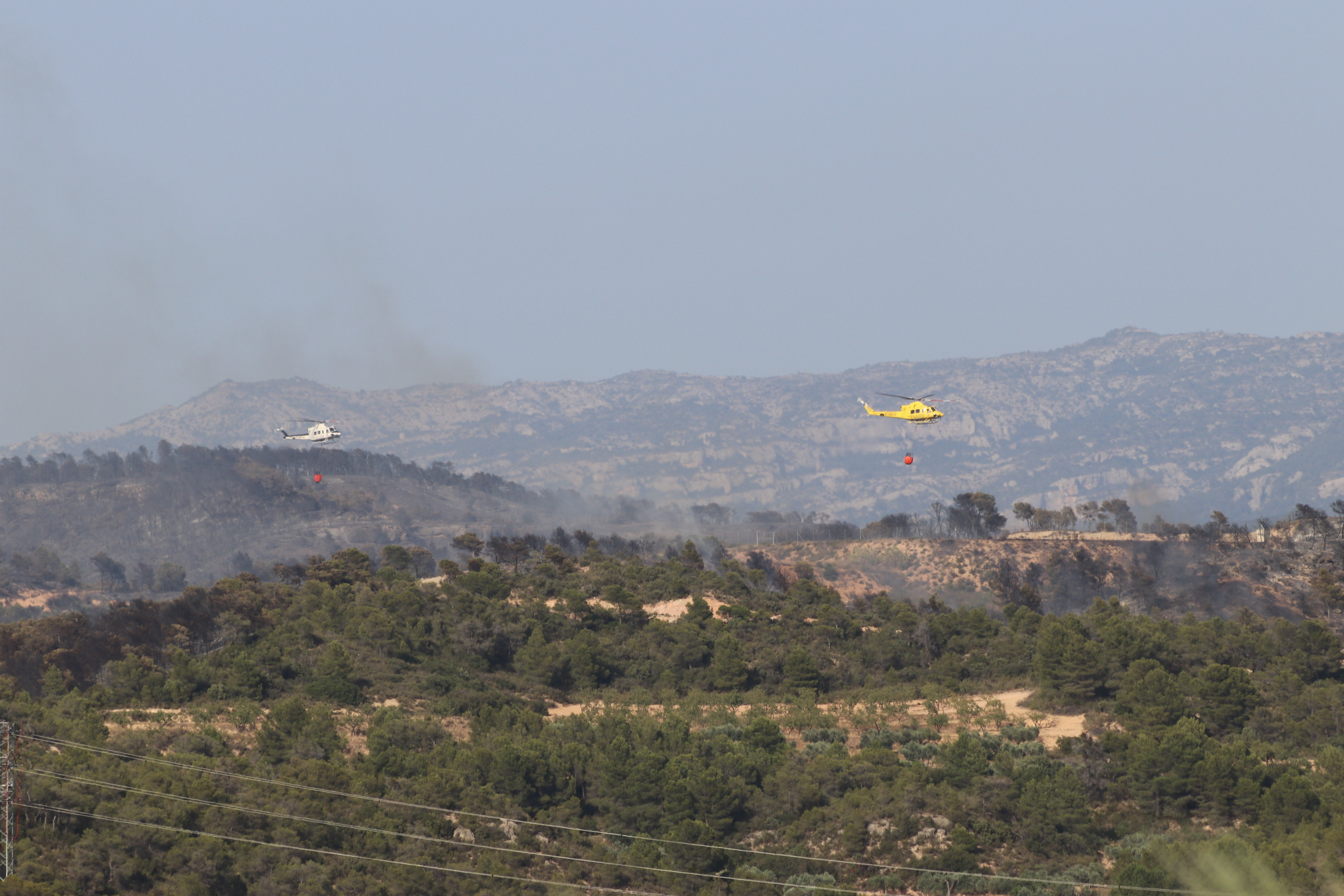
Dos helicòpters carregats amb helidipòsit cap a la zona d'actuació

L'incendi de la Torre de l'Espanyol o incendi de la Ribera d'Ebre va ser un incendi forestal originat al terme municipal de la Torre de l'Espanyol el 26 de juny de 2019 que va cremar unes 5.046 hectàrees (4.071 de massa forestal, 953 d'agrícoles i 22 d'urbanes). Va ser l'incendi més virulent de Catalunya després dels Incendis de l'Alt Empordà de 2012.
El foc s'inicià al Terme municipal de la Torre de l'Espanyol i ràpidament s'estengué a diferents municipis veïns: Vinebre, la Palma d'Ebre, Flix (la Ribera d'Ebre), Maials i Llardecans (el Segrià) i Bovera i la Granadella (Garrigues). Van participar en les tasques d'extinció 350 bombers de la Generalitat i 260 efectius de la Unitat Militar d'Emergències (UME). L'incendi es va donar per perimetrat el dissabte 29 de juny a les vuit del matí i per estabilitzat el mateix dia a les deu del vespre. Es va declarar controlat el 30 de juny a dos quarts d'onze de la nit i per extingit el 7 de juliol. L'equipament dels efectius terrestres fou principalment de camions de bombament d'aigua, vehicles nodrissa i de buldòzers. L'equipament dels efectius aeris fou d'helicòpters i hidroavions.

## Context
El despoblament, l'abandonament del camp i el moment de sequera i altes temperatures van contribuir a l'extensió de l'incendi.
Les Terres de l'Ebre van perdre, en el període 2011-2016, 10.776 residents, el 5,62% de la població. 42 dels 52 municipis tenen menys de 5000 habitants, i 23 no arriben als 1.000. Caseres, Bot, Benifallet, Riba-roja d'Ebre o el Mas de Barberans, han estat perdent població de manera continuada des de fa dècades. Les principals pèrdues han estat en municipis de base agrícola com Flix, segons detalla un informe de la URV.
Per afrontar aquesta qüestió s'han impulsat diverses iniciatives amb més o menys èxit, com el coworking rural, la promoció de l'arribada de noves famílies, l'enfortiment dels serveis socials per retenir la població existent, la rehabilitació d'espais, la millora del transport públic.
El despoblament afavoreix la virulència dels incendis entre altres motius perquè està relacionat amb l'abandonament dels camps, que podrien exercir de tallafocs. A la zona on es va produir l'incendi hi havia diversos camps abandonats. A Catalunya hi ha 45.000 hectàrees de camps abandonats.
El foc es va produir en un context d'onada de calor i quan feia mesos que la pluviometria era molt baixa. Les altes temperatures registrades, el vent i la baixa humitat, feren que l'incendi es desenvolupés ràpidament i esdevingués altament perillós, amb una superfície potencial inicial de fins a 20.000 hectàrees.

## Causes

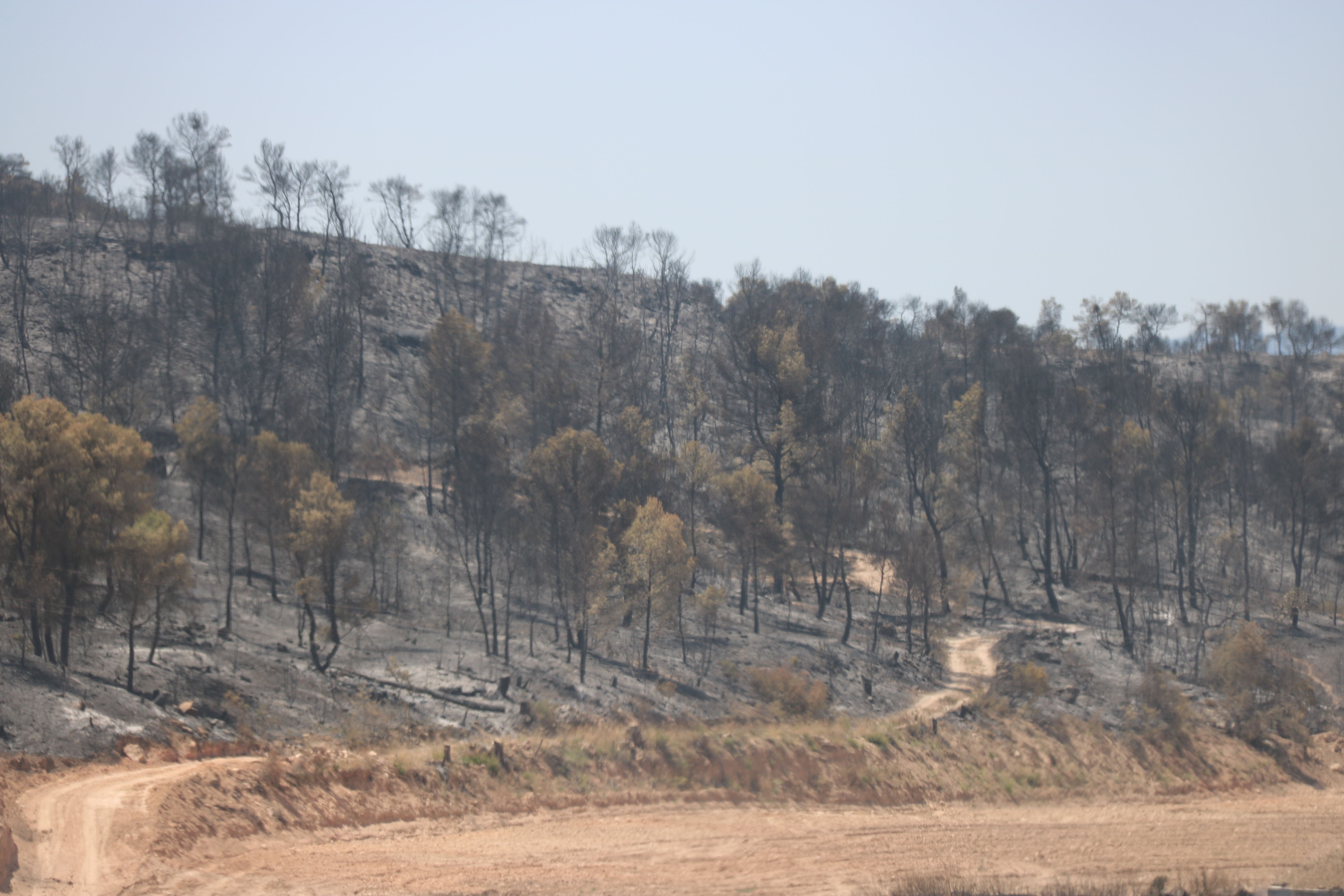
Espai afectat per l'incendi entre Flix i Bovera

Les primeres investigacions van concloure que l'origen de l'incendi fou la combustió d'un abocament de gallinassa en una granja del terme municipal. L'autocombustió dels fems es produeix en la fermentació, que amb altes temperatures pot derivar en la ignició. Habitualment el procés de fermentació dels excrements, perquè puguin adobar el camp, dura sis mesos i es fa seguint el cicle lunar. La normativa que ho regula obliga a que el procés es produeixi en un espai habilitat per aquest fi, un femer impermeabilitzat.
La jutgessa de Falset va encarregar als Mossos d'Esquadra la investigació de les causes de l'incendi sense imputar a cap persona, L'objectiu és aclarir les causes del foc després de rebre un informe inicial dels Agents Rurals i els Mossos d'Esquadra.

## Afectats i solidaritat
Una cinquantena de persones van ser desallotjades de les seves cases o masies. La majoria van passar dues nits a un centre d'acollida habilitat a l'escola de Flix. Durant l'incendi es van tallar diverses carreteres com la T-714 entre la Torre de l'Espanyol i Cabacés, la T-2237 de Vinebre a la Palma d'Ebre, la T-703 de La Palma d'Ebre a la C-233, la C-233 de Bovera a Flix i la C-12, de Maials a Flix.
Diversos veïns van oferir-se voluntaris per distribuir beguda i aliments als equips d'emergència que van treballar a la zona. Les primeres 24 hores van fer 500 entrepans. L'Ajuntament de Vinebre, on es va instal·lar el centre de control i comandament contra l'incendi, va rebre moltes trucades de persones disposades a ajudar.
Desenes de persones van expressar a través de les xarxes socials la seva voluntat de regalar ovelles, menjar i diners a Pere Jornet, a qui se li havia cremat tot el ramat durant l'incendi i ho havia expressat afectat en unes imatges que en van fer virals. En les imatges es mostrava desolat i deia que no tenia ànims per continuar endavant. Tant aquesta iniciativa com d'altres de similars es van acollir a la iniciativa #Rebrotarem per tal d'aglutinar iniciatives de solidaritat per afrontar les conseqüències del foc.

## Extinció
Els Bombers de la Generalitat van donar per controlat a les 22:40 hores del dia 30 de juny l'incendi que finalment va cremar unes 5.046,47 hectàrees, de les quals 3.000 al municipi de Flix, el més afectat, on es va cremar el 26% del terme municipal. A més a més d'afectar la comarca tarragonina de la Ribera d'Ebre, el foc va arribar a poblacions de les comarques lleidatanes de les Garrigues i el Segrià. Per municipi, les 5.046,47 hectàrees cremades es distribuïren així: 
- Flix: 3.073 ha
- Vinebre: 642,73 ha
- Maials: 573,85 ha
- Llardecans: 281,83 ha
- La Palma d’Ebre: 220,81 ha
- La Torre de l’Espanyol: 130,57 ha
- Bovera: 79,35 ha
- La Granadella: 43,36 ha

Una vegada que els bombers van declarar controlat l'incendi, totes les persones que havien estat desallotjades de les seves masies han estat autoritzades a poder tornar als seus domicilis. El dia 7 de juliol els bombers van considerar definitivament extingit l'incendi.
|               | Bombers                                                                     | CAR                                                                         | ADF                                                                         | VAB                                                                         | VN                                                                          | BDZ                                                                         | Avions                                                                      | HC                                                                          | SEM                                                                         | Total                                                                       |
| ------------- | --------------------------------------------------------------------------- | --------------------------------------------------------------------------- | --------------------------------------------------------------------------- | --------------------------------------------------------------------------- | --------------------------------------------------------------------------- | --------------------------------------------------------------------------- | --------------------------------------------------------------------------- | --------------------------------------------------------------------------- | --------------------------------------------------------------------------- | --------------------------------------------------------------------------- |
| GENCAT        | 350                                                                         |                                                                             | 700                                                                         | 45                                                                          |                                                                             |                                                                             | 5                                                                           | 4                                                                           | 6                                                                           | 1110                                                                        |
| UME           | 220                                                                         |                                                                             |                                                                             | 12                                                                          | 3                                                                           | 2                                                                           | 0                                                                           | 2                                                                           |                                                                             | 239                                                                         |
| MAPAMA        |                                                                             |                                                                             |                                                                             |                                                                             |                                                                             |                                                                             | 6                                                                           | 4                                                                           |                                                                             | 10                                                                          |
| GV            |                                                                             |                                                                             |                                                                             |                                                                             |                                                                             |                                                                             |                                                                             | 1                                                                           |                                                                             | 1                                                                           |
| GA            |                                                                             |                                                                             |                                                                             | 2                                                                           |                                                                             |                                                                             |                                                                             |                                                                             |                                                                             |                                                                             |
| GCM           |                                                                             |                                                                             |                                                                             |                                                                             |                                                                             |                                                                             | 4                                                                           |                                                                             |                                                                             | 4                                                                           |
| Total         | 570                                                                         |                                                                             | 700                                                                         | 59                                                                          | 3                                                                           | 2                                                                           | 15                                                                          | 11                                                                          | 6                                                                           |                                                                             |
| Abreviatures: | VAB: Vehicle Auto-Bomba; VN: Vehicle Nodrissa BDZ: Buldòzer; HC: Helicòpter | VAB: Vehicle Auto-Bomba; VN: Vehicle Nodrissa BDZ: Buldòzer; HC: Helicòpter | VAB: Vehicle Auto-Bomba; VN: Vehicle Nodrissa BDZ: Buldòzer; HC: Helicòpter | VAB: Vehicle Auto-Bomba; VN: Vehicle Nodrissa BDZ: Buldòzer; HC: Helicòpter | VAB: Vehicle Auto-Bomba; VN: Vehicle Nodrissa BDZ: Buldòzer; HC: Helicòpter | VAB: Vehicle Auto-Bomba; VN: Vehicle Nodrissa BDZ: Buldòzer; HC: Helicòpter | VAB: Vehicle Auto-Bomba; VN: Vehicle Nodrissa BDZ: Buldòzer; HC: Helicòpter | VAB: Vehicle Auto-Bomba; VN: Vehicle Nodrissa BDZ: Buldòzer; HC: Helicòpter | VAB: Vehicle Auto-Bomba; VN: Vehicle Nodrissa BDZ: Buldòzer; HC: Helicòpter | VAB: Vehicle Auto-Bomba; VN: Vehicle Nodrissa BDZ: Buldòzer; HC: Helicòpter |